# Notre-Dame-de-Grâce—Lachine
Pour l’article homonyme, voir Notre-Dame-de-Grâce (homonymie).

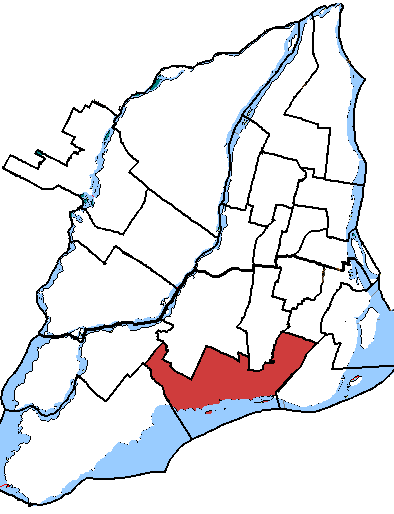
Notre-Dame-de-Grâce—Lachine par rapport aux autres circonscriptions électorales fédérales de Montréal.

Notre-Dame-de-Grâce—Lachine est une ancienne circonscription électorale fédérale sur l'île de Montréal, au Québec (Canada).
La circonscription fut créée en 1996 sous le nom de Lachine—Notre-Dame-de-Grâce avec des parties des circonscriptions de Lachine—Lac-Saint-Louis et Notre-Dame-de-Grâce. En 1997, le nom de la circonscription fut modifié pour Notre-Dame-de-Grâce—Lachine. Abolie lors du redécoupage de 2013, elle fut redistribuée parmi Dorval—Lachine—LaSalle et Notre-Dame-de-Grâce—Westmount.
Elle comprenait les villes de Dorval et de Montréal-Ouest ainsi que l'arrondissement de Lachine et la plupart du quartier de Notre-Dame-de-Grâce (arrondissement de Côte-des-Neiges–Notre-Dame-de-Grâce) de la ville de Montréal. 
Les circonscriptions limitrophes étaient Mont-Royal, Westmount—Ville-Marie,  LaSalle—Émard, Châteauguay—Saint-Constant, Lac-Saint-Louis, Pierrefonds—Dollard et Saint-Laurent—Cartierville.
Elle possédait une population de 101 698 dont 76 534 électeurs sur une superficie de 49 km².

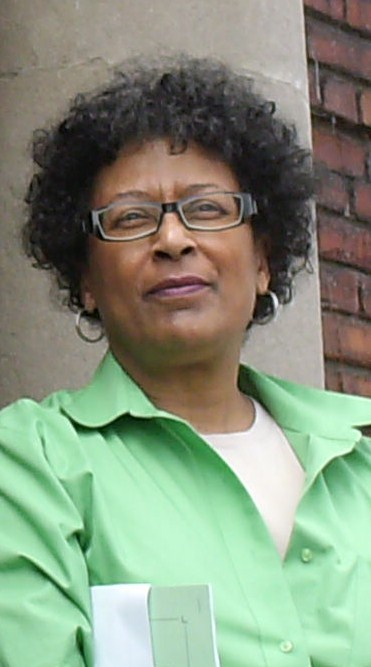
Marlene Jennings

## Députés
| Législature                                                                         | Années    | Député | Député           | Parti   |
| ----------------------------------------------------------------------------------- | --------- | ------ | ---------------- | ------- |
| Notre-Dame-de-Grâce—Lachine issue de Lachine—Lac-Saint-Louis et Notre-Dame-de-Grâce |           |        |                  |         |
| 36e                                                                                 | 1997–2000 |        | Marlene Jennings | Libéral |
| 37e                                                                                 | 2000–2004 |        | Marlene Jennings | Libéral |
| 38e                                                                                 | 2004–2006 |        | Marlene Jennings | Libéral |
| 39e                                                                                 | 2006–2006 |        | Marlene Jennings | Libéral |
| 40e                                                                                 | 2008–2011 |        | Marlene Jennings | Libéral |
| 41e                                                                                 | 2011–2015 |        | Isabelle Morin   | NPD     |
| Dissoute parmi Dorval—Lachine—LaSalle et Notre-Dame-de-Grâce—Westmount              |           |        |                  |         |

## Résultats électoraux
|                          | Nom                         | Parti politique          | Voix   | %       | Majorité |
| ------------------------ | --------------------------- | ------------------------ | ------ | ------- | -------- |
|                          | Isabelle Morin              | NPD                      | 17 943 | 39,73 % | 3 536    |
|                          | Marlene Jennings (sortant)  | Libéral                  | 14 407 | 31,9 %  |          |
|                          | Matthew Conway              | Conservateur             | 6 574  | 14,56 % |          |
|                          | Gabrielle Ladouceur-Despins | Bloc québécois           | 3 983  | 8,82 %  |          |
|                          | Jessica Gal                 | Vert                     | 1 914  | 4,24 %  |          |
|                          | David Andrew Lovett         | Indépendant              | 207    | 0,46 %  |          |
|                          | Rachel Hoffman              | Marxiste-léniniste       | 131    | 0,29 %  |          |
| Total des votes valides  | Total des votes valides     | Total des votes valides  | 45 159 | 98,98 % |          |
| Total des votes rejetés  | Total des votes rejetés     | Total des votes rejetés  | 464    | 1,02 %  |          |
| Total des votes exprimés | Total des votes exprimés    | Total des votes exprimés | 45 623 | 58,61 % |          |
| Électeurs inscrits       | Électeurs inscrits          | Électeurs inscrits       | 77 848 |         |          |

|                          | Nom                        | Parti politique          | Voix   | %       | Majorité |
| ------------------------ | -------------------------- | ------------------------ | ------ | ------- | -------- |
|                          | Marlene Jennings (sortant) | Libéral                  | 19 554 | 44,62 % | 12 446   |
|                          | Carmine Pontillo           | Conservateur             | 7 108  | 16,22 % |          |
|                          | Éric Taillefer             | Bloc québécois           | 6 962  | 15,89 % |          |
|                          | Peter Deslauriers          | NPD                      | 6 641  | 15,16 % |          |
|                          | Jessica Gal                | Vert                     | 3 378  | 7,71 %  |          |
|                          | Rachel Hoffman             | Marxiste-léniniste       | 177    | 0,4 %   |          |
| Total des votes valides  | Total des votes valides    | Total des votes valides  | 43 820 | 99,1 %  |          |
| Total des votes rejetés  | Total des votes rejetés    | Total des votes rejetés  | 396    | 0,9 %   |          |
| Total des votes exprimés | Total des votes exprimés   | Total des votes exprimés | 44 216 | 58,09 % |          |
| Électeurs inscrits       | Électeurs inscrits         | Électeurs inscrits       | 76 119 |         |          |

|                          | Nom                        | Parti politique          | Voix   | %       | Majorité |
| ------------------------ | -------------------------- | ------------------------ | ------ | ------- | -------- |
|                          | Marlene Jennings (sortant) | Libéral                  | 20 235 | 43,85 % | 10 850   |
|                          | Alexandre Lambert          | Bloc québécois           | 9 385  | 20,34 % |          |
|                          | Allen F. MacKenzie         | Conservateur             | 8 048  | 17,44 % |          |
|                          | Peter Deslauriers          | NPD                      | 5 455  | 11,82 % |          |
|                          | Pierre-Albert Sévigny      | Vert                     | 2 754  | 5,97 %  |          |
|                          | Earl Wertheimer            | Parti libertarien        | 152    | 0,33 %  |          |
|                          | Rachel Hoffman             | Marxiste-léniniste       | 118    | 0,26 %  |          |
| Total des votes valides  | Total des votes valides    | Total des votes valides  | 46 147 | 99,07 % |          |
| Total des votes rejetés  | Total des votes rejetés    | Total des votes rejetés  | 433    | 0,93 %  |          |
| Total des votes exprimés | Total des votes exprimés   | Total des votes exprimés | 46 580 | 60,86 % |          |
| Électeurs inscrits       | Électeurs inscrits         | Électeurs inscrits       | 76 534 |         |          |

|                          | Nom                        | Parti politique          | Voix   | %       | Majorité |
| ------------------------ | -------------------------- | ------------------------ | ------ | ------- | -------- |
|                          | Marlene Jennings (sortant) | Libéral                  | 28 728 | 58,1 %  | 18 992   |
|                          | Jean-Philippe Chartre      | Bloc québécois           | 9 736  | 19,69 % |          |
|                          | William R. McCullock       | Conservateur             | 4 526  | 9,15 %  |          |
|                          | Maria Pia Chávez           | NPD                      | 3 513  | 7,1 %   |          |
|                          | Jessica Gal                | Vert                     | 2 214  | 4,48 %  |          |
|                          | Jay Dell                   | Parti marijuana          | 479    | 0,97 %  |          |
|                          | Earl Wertheimer            | Parti libertarien        | 165    | 0,33 %  |          |
|                          | Rachel Hoffman             | Marxiste-léniniste       | 88     | 0,18 %  |          |
| Total des votes valides  | Total des votes valides    | Total des votes valides  | 49 449 | 98,94 % |          |
| Total des votes rejetés  | Total des votes rejetés    | Total des votes rejetés  | 532    | 1,06 %  |          |
| Total des votes exprimés | Total des votes exprimés   | Total des votes exprimés | 49 981 | 64,34 % |          |
| Électeurs inscrits       | Électeurs inscrits         | Électeurs inscrits       | 77 678 |         |          |